# Jamne (Ochotnica Górna)
Jamne – przysiółek wsi Ochotnica Górna w Polsce położony w województwie małopolskim, w powiecie nowotarskim, w gminie Ochotnica Dolna, w miejscowości Ochotnica Górna. 
Położony jest w dolinie potoku Jamne, wylot którego znajduje się nieco poniżej kościoła w Ochotnicy Górnej. Przysiółek Jamne znajduje się na dnie długiej i wąskiej kotliny górskiej, pomiędzy dwoma grzbietami odchodzącymi od Pasma Gorca: grzbietem Piorunowca i Kosarzyskami. Wzdłuż dna potoku Jamne prowadzi wąska asfaltowa droga
W przysiółku Jamne na grzbiecie Kosarzysk znajduje się chatka studencka zwana Gorczańską Chatą.
W latach 1975–1998 miejscowość administracyjnie należała do województwa nowosądeckiego.

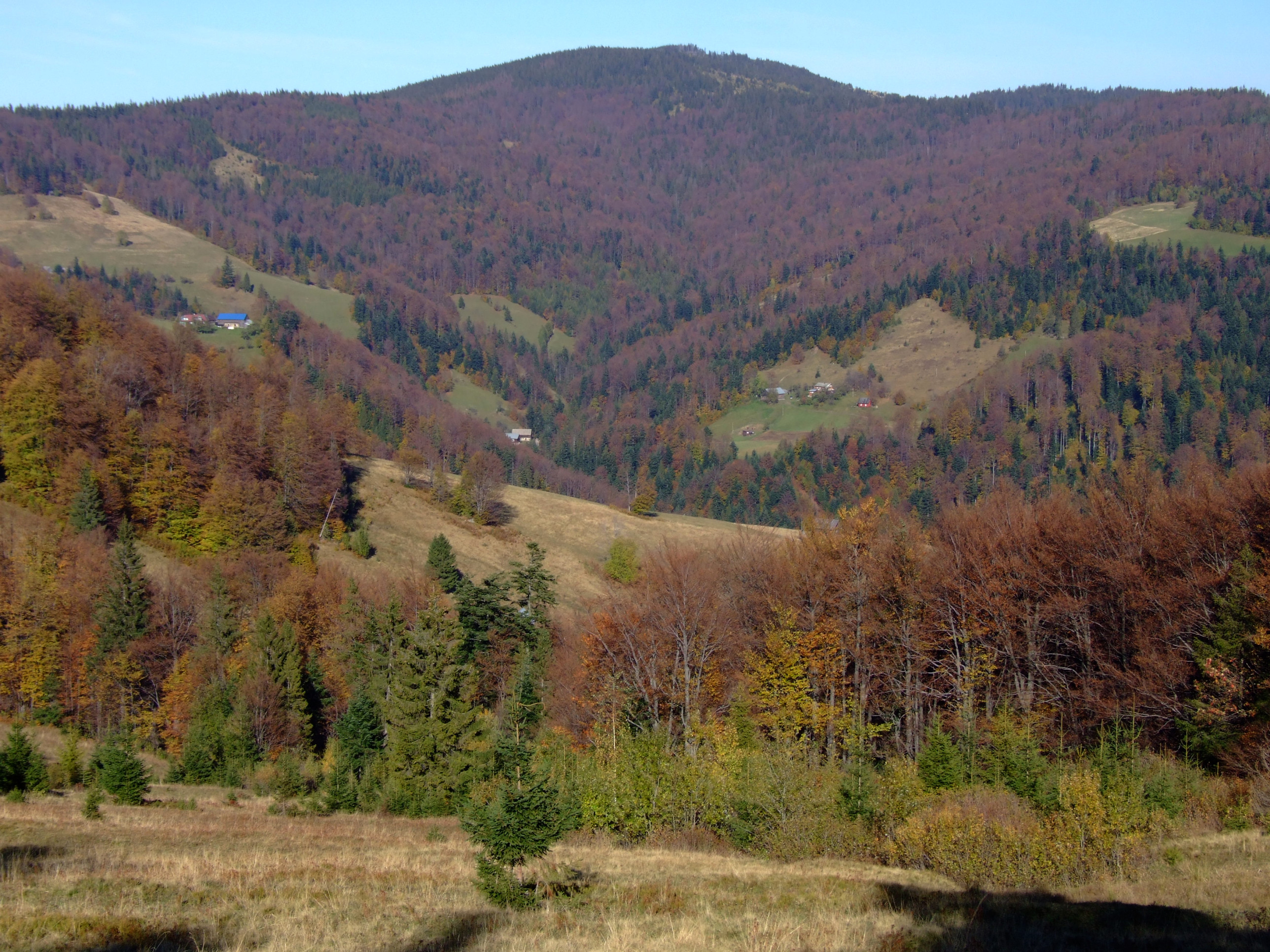
Górna część Jamnego (pod Gorcem)